# Dalbystenen
Dalbystenen, tidigare benämnd Sjöstorpstenen, med signum DR 298, är en runsten från Dalby i Skåne. Idag är runstenen placerad utanför Kulturen i Lund. Stenen ristades på vikingatiden och materialet är granit. Stilen med lodräta, raka runband kallas RAK.

## Inskriften
En translitterering av inskriften lyder:
þurkiR : raþi : stin : þan... (:) at : itinkil : faur : sin : kuþn : buta : as : liki/lik i/ : hu(k)(-)(-)
Normaliserad:
Þorgeirr reisti stein þenn[a] at Steinkel, fôður sinn, góðan bónda, er lengi/liggr í/ .../haug[i].
Nusvenska:
Torgeir reste denna sten för Steinkel, sin fader, en god bonde, som länge ska ligga i högen.